# Sigismund Christoph von Herberstein

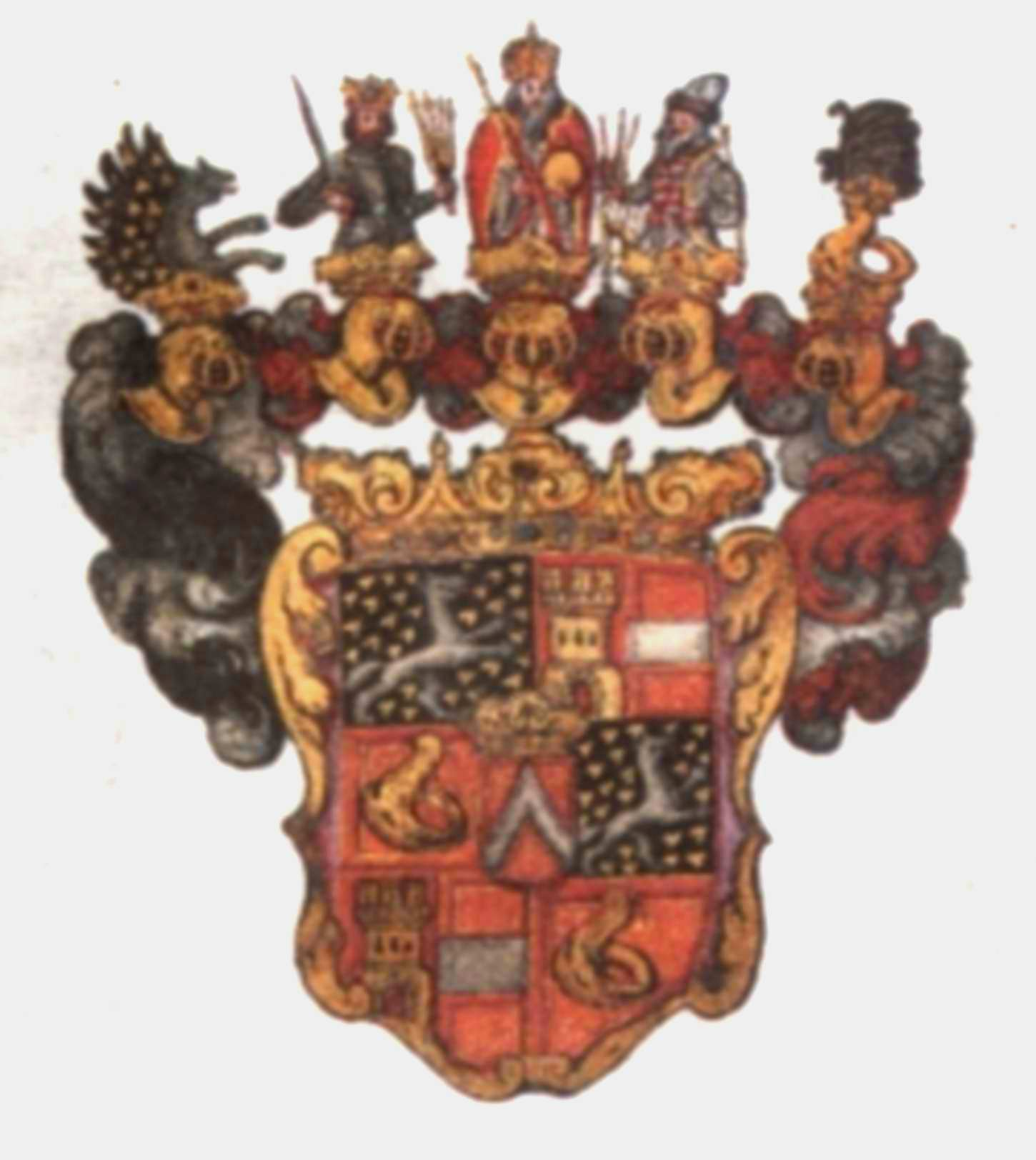
Familienwappen Herberstein

Sigismund Christoph von Herberstein (* 13. Februar 1644 in Graz; † 20. Juli 1716 in Perugia) war Bischof von Laibach.

## Herkunft und Werdegang
Seine Eltern waren Ernst Friedrich von Herberstein, Kanzler von Niederösterreich, Erbkämmerer und Erbtruchsess von Kärnten und Anna Regina Freiin von Falbenhaupt. Nach dem Besuch des Jesuitenkollegs in Graz studierte er Rechtswissenschaften an den Theologischen Hochschulen in Passau und Regensburg. Als Alumne des Kollegium Germanicum studierte er 1661 bis 1665 in Rom Theologie und erwarb 1668 an der Sapienza den akademischen Grad eines Dr. theol. et phil. Die Priesterweihe erfolgte am 31. Juli 1667 für die Diözese Laibach, wo er im selben Jahr zum Dompropst berufen wurde. Bereits seit 1664 war er Domkapitular in Regensburg. 1668 wurde er Dompropst in Passau sowie in Breslau und 1671 Dompropst in Augsburg.

## Bischof von Laibach
Nach dem Tod des Laibacher Bischofs Josef Rabatta wurde Sigismund Christoph von Herberstein am 21. April 1683 zu dessen Nachfolger ernannt. Der päpstlichen Bestätigung vom 6. Dezember 1683 folgte am 1. Mai 1684 die Bischofsweihe durch den Bischof von Senj, Hyacinthus Dimitri. 1701 trat er von seinen Ämtern zurück und verbrachte seine letzten Lebensjahre im Oratorium des hl. Philipp Neri in Perugia, wo er 1716 starb.